# Сюньдьозеро
Сюньдьозеро — озеро на территории Идельского сельского поселения Сегежского района Республики Карелии.

## Общие сведения
Площадь озера — 4,1 км². Располагается на высоте 81,6 метров над уровнем моря.
Форма озера продолговатая: оно вытянуто с севера на юг. Берега изрезанные, каменисто-песчаные, местами заболоченные.
Из озера вытекает река Кочкома, которая, протекая Кяльгозеро (с притоком из озера Тонкого) и Кочкомозеро, впадает в реку Нижний Выг.
В озере расположено не менее трёх безымянных островов различной площади.
К озеру подходит лесная дорога.
Код объекта в государственном водном реестре — 02020001311102000008449.